# Корінне Зутер
Корінне Зутер (нім. Corinne Suter) — швейцарська гірськолижниця, що спеціалізується у швидкісних дисциплінах, олімпійська чемпіонка, чемпіонка світу та призерка чемпіонатів світу.
Бронзову медаль чемпіонату світу Зутер здобула на чемпіонаті 2019 року в супергіганті. 
На чемпіонаті світу 2021 року в Кортіна-д'Ампеццо Зутер виграла змагання з швидкісного спуску, а в супергіганті була другою.

## Результати чемпіонатів світу
| Рік  | Вік | СЛ | ГС | СГ | ШС | КМ |
| ---- | --- | -- | -- | -- | -- | -- |
| 2017 | 22  | —  | —  | 12 | 18 | —  |
| 2019 | 24  | —  | —  | 3  | 2  | —  |
| 2021 | 26  | —  | —  | 2  | 1  | —  |

## Виступи на Олімпійських іграх
| Рік  | Місце проведення          | СЛ | ГС | СГ | ШС | КМ |
| ---- | ------------------------- | -- | -- | -- | -- | -- |
| 2018 | Пхьончхан, Південна Корея | —  | —  | 17 | 6  | —  |
| 2022 | Пекін, Китай              | —  | —  | 13 | 1  | —  |